# Životopisy dvanácti císařů
Životopisy dvanácti císařů jsou charakterizační biografií prvních římských císařů (od Julia Caesara, který byl zahrnut do souboru jako zakladatel dynastie, až po Domitiana), kterou napsal Gaius Suetonius Tranquillus. Dílo obsahuje mnoho konkrétních faktů a údajů o nejintimnějších záležitostech jejich života.
Suetonius byl sekretářem římského císaře Hadriána, sběratelem historického a kulturně historického materiálu a literátem. V jednotlivých životopisech Suetonius vždy podává nejdříve informace o rodině, o výchově a mládí, a potom píše o veřejné činnosti, soukromém životě a nakonec o okolnostech smrti. Suetonius při psaní svého díla využíval císařských archivů, k nimž měl přístup, jinak v podstatě využíval stejné prameny jako Tacitus, a popisoval prakticky i stejnou dobu. Suetonius se nezaměřoval na problematiku politicko-mravní jako Tacitus, ale v jeho díle je zachyceno mnoho zpráv z politického života i různé skandální historky ze života soukromého, které podávají plastický obraz o životě tehdejší vyšší společnosti, zejména o císařích a jejich nejbližším okolí. Pro Suetonia je přitom typické, že ve svém díle píše o věcech příznivých i nepříznivých, aniž by vyslovil svůj názor.
Suetoniovo dílo Životopisy dvanácti císařů bylo Bohumilem Rybou přeloženo do češtiny a vydáno v roce 1966 (nakladatelství Odeon) a v roce 1974 (Nakladatelství Svoboda). Druhé vydání obsahuje dvě díla, jak nejvýznamnější Suetinovo dílo De vita Caesarum (česky Životopisy dvanácti císařů), tak dochovanou část jeho druhého nejznámějšího díla De viris illustribus (česky O slavných mužích, v knize pod názvem O význačných literátech).

## Suetonius a biografie císařů
Suetonius žil v době, která je označována za vrchol římského císařství, kdy za flaviovské dynastie došlo k upevnění římského císařského systému a kdy za Trajána došlo k největšímu územnímu rozmachu. Tato skutečnost se také projevila v jeho literární tvorbě. Byl literátem s všestrannými zájmy a napsal velké množství různých pojednání z mnoha oborů, největší pozornost však věnoval životopisům.
Jeho nejznámějším dílem jsou Životopisy dvanácti císařů, zahrnující biografie caesarovské dynastie julsko-klaudijské počínaje Caesarem a konče Neronem, dále životopisy velmi krátce vládnoucích císařů Galby, Othona a Vitellia, a císaře z rodu Fláviovců. Suetonius si byl vědom toho, že nepíše historické dílo, ale biografie, a proto dodržoval určitou kompozici, v jejímž rámci nepopisoval události chronologicky, ale podle určitých věcných hledisek. Při práci na životopisech postupoval Suetonius podle určitého schématu, jehož prvky však nebyly zcela neměnné a závisely zřejmě na množství shromážděného materiálu.
Životopisy císařů byly uveřejněny v letech 119–122. Existuje však domněnka, že v té době byly možná uveřejněny pouze první dvě biografie (Božský Julius a Božský Augustus), které se v některých částech liší od knih následujících. Odlišnost je vysvětlována tím, že k těmto dvěma životopisům asi mohl Suetonius shromáždit dokumentární materiál v době, kdy se těšil přízni císaře Hadriána a měl přístup k přímým pramenům v archivu, zatímco další biografie psal bez zmíněné možnosti, protože upadl do Hadriánovy nemilosti.
Životopisy dvanácti císařů se dochovaly téměř celé, chybí pouze několik počátečních kapitol životopisu Julia Caesara, včetně Suetoniovy dedikace veliteli prétoriánů Septiciu Clarovi a předmluvy, které byly někdy ve středověku ztraceny. O jejich existenci se dnes ví jen zásluhou svědectví ze 6. století, které podal učený byzantský mnich Johannes Laurentius Lydus.

## Osm knih dvanácti životopisů
Kniha I, nazvaná Božský Julius (latinsky Divus Iulius), obsahuje životopis Julia Caesara (plným jménem Gaius Iulius Caesar), římského vojevůdce a politika, který se po vítězství v občanské válce, která stále znovu propukala v důsledku politických krizí, stal jediným vládcem římského státu. Caesar se nechal prohlásit doživotním diktátorem, kvůli úmyslu prosadit formu občanského zákoníku, která by omezila zneužívání moci politickými předáky, byl svými odpůrci obviňován z úmyslu přeměnit republiku v monarchii a byl zavražděn. Občanský zákoník chránící jednotlivce před mocí státu tak byl v civilizované Evropě zaveden až po 1850 letech, po francouzské revoluci.
Kniha II, nazvaná Božský Augustus (latinsky Divus Augustus), je životopisem Gaia Octavia, jenž se po adopci Caesarem jmenoval Gaius Iulius Caesar Octavianus a od roku 27 př. n. l. byl nazýván Imperator Caesar Augustus. Augustus byl první císař (princeps) římský, první z julsko-klaudijské caesarovské dynastie.
Kniha III, nazvaná Tiberius, pojednává o životě a činech Tiberia Claudia Nerona, později nazývaném Tiberius Julius Caesar Augustus, jenž byl nevlastním synem císaře Augusta a po smrti svého adoptivního otce se ujal vlády. Tiberius byl druhým císařem římským.
Kniha IV, nazvaná Gaius Caligula, obsahuje biografii Gaia Caesara Augusta Germanika, známého pod přízviskem Caligula, jímž ho obdařili žertem táboroví vojáci. Caligula byl synem Germanika, jenž byl synovcem a adoptivním synem císaře Tiberia, a z matčiny strany pravnukem císaře Augusta. Caligula byl třetím císařem z julsko-klaudijské caesarovské dynastie.
Kniha V, nazvaná Božský Claudius (latinsky Divus Claudius), pojednává o Claudiovi (plným jménem Tiberius Claudius Nero Germanicus), jenž se po zavraždění Caliguly stal nečekaně, ve věku téměř padesáti let, císařem jako Caligulův strýc.
Kniha VI s názvem Nero obsahuje biografii Nerona Claudia Caesara (rodným jménem Lucius Domitius Ahenobarbus), jenž se stal římským císařem po smrti svého strýce Claudia. Když se proti Neronovi vzbouřili praetoriáni, vzal si sám život a tím skončila julsko-klaudijská caesarovská dynastie.
Kniha VII má název Galba, Otho a Vitellius a obsahuje životopisy jmenovaných císařů, kteří již vůbec žádným stupněm příbuznosti s domem Caesarů nesouvisejí. Každý z těchto tří císařů vládl velice krátce, a každý z nich přišel v roce 69 n. l. (kterému se říká rok čtyř císařů) o život. Galba byl zavražděn, Otho po porážce svých vojsk spáchal sebevraždu a Vitellius byl zabit v Římě při pouličních bojích.
Kniha VIII má název Božský Vespasianus (latinsky Divus Vespasianus), Božský Titus (latinsky Divus Titus) a Domitianus a obsahuje životopisy císařů flaviovské dynastie. Vespasianus (plným jménem Titus Flavius Vespasianus) po zmatcích, vzniklých smrtí Neronovou, stabilizoval situaci římského státu a stal se zakladatelem flaviovské dynastie. Po Vespasianovi nastoupil jeho syn Titus (plným jménem Titus Flavius Vespasianus), který se tak stal prvním císařem, jenž nastoupil na trůn po svém vlastním otci. Po Titovi se ujal vlády jeho bratr Domitianus (plným jménem Titus Flavius Domitianus), který byl posledním flaviovským císařem.

## Ukázka z díla(Božský Julius)
Latinský text
[53] Vini parcissimum ne inimici quidem negaverunt. Marci Catonis est: unum ex omnibus Caesarem ad evertendam rem publicam sobrium accessisse. Nam circa victum Gaius Oppius adeo indifferentem docet, ut quondam ab hospite conditum oleum pro viridi adpositum aspernantibus ceteris solum etiam largius appetisse scribat, ne hospitem aut neglegentiae aut rusticitatis videretur arguere.
Český překlad
53/ V pití vína byl neobyčejně umírněný a ani jeho nepřátelé to nepopřeli. Uvádím výrok Marka Catona: „Jako jediný ze všech přikročil Caesar k rozvracení státu střízliv.“ Také k jídlu byl podle záznamu Gaia Oppia do té míry lhostejný, že když jednou hostitel předložil uleželý olej místo čerstvého a ostatní hodovníci jej odmítali, samojediný si dokonce hojněji jím posloužil, aby nevzbudil dojem, že hostitele viní z nedbalosti nebo z nevychovanosti.

## Doplňující informace o českém vydání

### Informace o překladu
Užitá literatura
Životopisy dvanácti císařů, větší a významnější část knihy, byly přeloženy z latinského originálu De vita Caesarum, který v nakladatelství B. G. Teubner vydal M. Ihm (Lipsko 1907).
K překladu dochované části spisu O význačných literátech byla užita tato vydání:
- C. Suetonius, I, De grammaticis et rhetoribus, coll. Giorgo Brugnoli, Lipsiae, Teubner 1960,
- C. Suetoni Tranquilli quae supersunt omnia, fasc. II (De grammaticis et rhetoribus, Deperditorum librorum reliquiae), rec. C. L. Roth, Lipsiae, Teubner 1907.

Překlady byly pořízeny s přihlédnutím k vydáním:
- C. Suetoni Tranquilli De grammaticis et rhetoribus, edidit, apparatu et commentario criticis instruxit R. P. Robinson, Paris 1925
- Suetonis with an English Translation by J. C. Rolfe, II, 8. vyd., Oxford–London 1965
- Suetonio, Grammatici e retori, testo con traduzione e note italiane di Francesco della Corte, Torino 1968
- C. Suetoni Tranquilli, De grammaticis et rhetoribus liber. Testo, introduzione… per cura di C. Bione, Palermo 1941.

Dosavadní české překlady
Suetonius byl velmi oblíbený už ve středověku, přesto není ze starší doby znám žádný překlad jeho díla. Nejstarším známým překladem je práce V. Kubelky, který na konci devatenáctého století přeložil Caesarův životopis, jenž byl uveřejněn ve Výroční zprávě gymnasia v Uherském Hradišti. Celý překlad pak vyšel v Praze a dočkal se dvou vydání, prvního v roce 1903 a druhého o dvacet let později, v roce 1923. Dnes je tento překlad nejen nedostupný, ale i zastaralý.
Nový překlad pořídil klasický filolog a překladatel z latiny profesor Bohumil Ryba. Jeho překlad, který vydalo nakladatelství Odeon v roce 1966, byl natolik úspěšný, že musel být ve stejném roce vydán ještě jednou.
Kromě uvedených vydání vyšly ještě jednotlivě životopisy Caesara a Nerona, a to roku 1972 v nakladatelství Odeon (ve sbírce Antická próza, sv. III).
Vydání celého souboru Životopisů dvanácti císařů v roce 1974 je celkově třetí. Texty o životě některých římských rétorů, gramatiků a spisovatelů z dochovaného torza Suetoniova spisu O význačných literátech, které v knize doplňují texty o životech císařů, vycházejí v češtině poprvé.

### Další technické a nakladatelské informace
Poznámky, seznam vlastních jmen
Kniha obsahuje poznámkový aparát, jímž jsou vysvětleny některé pojmy, data, jména a názvy, okolnosti, souvislosti atp. Poznámky k Životopisům dvanácti císařů jsou v rozsahu 38 stran textu, poznámky k části O význačných literátech jsou v rozsahu 12 stran textu.
V závěru knihy je uveden seznam a výklad vlastních jmen. Seznam je zpracován v rozsahu 77 stran textu.
Překladatelé, editoři, redaktoři
Překlad části Životopisy dvanácti císařů pořídil Bohumil Ryba.
Část Životopisy gramatiků, rétorů a básníků přeložila Jana Nechutová.
Předmluvu napsala Bohumila Mouchová.
Poznámky a seznam vlastních jmen k Životopisům dvanácti císařů zpracoval Bohumil Ryba. Poznámky k části O  význačných literátech napsala Jana Nechutová.
Vydalo nakladatelství Svoboda jako svou 3561. publikaci. Vydání třetí, ve Svobodě první. Praha 1974. Obálka, vazba a grafická úprava Lea Novotného. Odpovědná redaktorka Eva Šimůnková. Technická redaktorka Jaroslava Lorenzová. Vázaný výtisk. Náklad 40 000.